# Ptychoglossus romaleos
Ptychoglossus romaleos är en ödleart som beskrevs av  Harris 1994. Ptychoglossus romaleos ingår i släktet Ptychoglossus och familjen Gymnophthalmidae. Inga underarter finns listade i Catalogue of Life.